# Бургундський дім

Герб Роберта І і Бургундського дому

Бургу́ндський дім (фр. Maison de Bourgogne; порт. Casa de Borgonha) — франкська династія, що правила у Бургундії.

## Історія

### Перший Бургундський дім (Капетинги)
Бічна гілка франкської королівської династії Капетингів. Походить від герцога Бургундського Роберта I (?—1076), сина франкського короля Роберта ІІ. Прямі нащадки Роберта І утворили так званий ста́рший (перший) Бургу́ндський дім, який правив Бургундським герцогством в 1032—1361 роках й згас по чоловічій лінії після смерті герцога Філіппа І.
Зі старшого Бургундського дому виокремилося декілька гілок:
- Монтагю (фр. rameau de Montagu; вигасла 1471 року)
- В'єннська (фр. rameau du Viennois; вигасла 1270 року) і
- Португальська (фр. maison de Bourgogne au Portugal; вигасла 1383 року). Представники останньої були монархами Португалії в 1093—1383 роках. Її започаткував перший португальський граф Генріх Бургундський (?—1112), онук герцога Роберта І й праонук короля Роберта ІІ. Ця гілка згасла зі смертю португальського короля Фердинанда I, після чого португальський престол перейшов до Авіської династії, бічної гілки португальського Бургундського дому.

Інша назва — Бургундські Капетинги, Бургундський дім династії Капетингів (фр. Maison capétienne de Bourgogne).

### Другий Бургундський дім (Валуа)
Після згасання в 1361 році Старшого Бургундського дому, герцогство перейшло французькому королю Іоанну II з династії Валуа, матір яка походила з Бургундського дому. Іоанн передав Бургундію своєму синові Філіппові II, який започаткував новий рід — молодший (другий) Бургундський дім, або Бургудський дім династії Валуа (фр. Maison de Valois-Bourgogne). 

## Генеалогія
- A1.  Гуго Капет (940—996), король франків (з 987)
  - B1.  Роберт ІІ (972—1031), король франків (з 996) 
    - C1.  Генріх І (1008—1060), король франків (з 1027) + Анна Ярославна  (1032—1075) → Капетинги
    - C2. Роберт І (1011—1076), герцог Бургундський (з 1032)
      - D1. Генріх (1035—1074), спадкоємець герцога Бургундського
        - E1. Гуго І (1057–1093), герцог Бургундський (з 1076)
        - E2. Ед І (1058–1103), герцог Бургундський (з 1079)
          - F1. Гуго II (1084—1143), герцог Бургундський (з 1103) 

        - E3. Генріх (1066–1112), граф Португальський (з 1096) → Португальський Бургундський дім

### Схема
- Капетинги
  - Валуа
    - Молодший (другий) Бургундський дім

  - Старший (перший) Бургундський дім
    - Дім Монтагю
    - В'єннський дім (так званий дім Дофіне)
    - Португальський Бургундський дім
      - Авіська династія
        - Браганський дім